# Hans Urner
Hans Wilhelm Victor Urner (* 21. Mai 1901 in Breslau, Provinz Schlesien; † 5. November 1986 in Berlin) war ein deutscher praktischer Theologe und Hochschullehrer.

## Leben
Hans Urner wurde 1901 als Sohn des Bautechnikers Wilhelm Urner und dessen Ehefrau Helena Franziska geborenen Schroeter geboren. Er studierte Evangelische Theologie an der Universität Berlin und an der Theologischen Schule Bethel. 1928 heiratete er in Berlin-Friedrichshagen. Von 1928 bis 1934 arbeitete er als Pfarrer in Panthenau, Schlesien, und von 1934 bis 1952 als Krankenhausseelsorger am Paul-Gerhardt-Stift in Berlin. Während der NS-Zeit war Urner Mitglied der Bekennenden Kirche und des Pfarrernotbundes. 
1948 wurde Urner mit einer Untersuchung über die Lesung im Gottesdienst im Fach Praktische Theologie bei Wilhelm Stählin an der Universität Münster zum Doktor der Theologie promoviert. Nach einer Zeit als Dozent war er von 1953 bis 1966 ordentlicher Professor für Praktische Theologie an die Martin-Luther-Universität Halle-Wittenberg berufen, obwohl er seinen Wohnsitz in West-Berlin hatte. Von 1954 bis 1957 gehörte Urner der Kirchenleitung der Evangelischen Kirche der Kirchenprovinz Sachsen an. Urner gehörte 1958 zu den Mitbegründern der Christlichen Friedenskonferenz. An deren Treffen sowie an der II. Allchristlichen Friedensversammlung in Prag 1964 war er als Diskutant beteiligt. 1959 wurde ihm von der Universität Leipzig der Ehrendoktortitel verliehen.
Von 1950 bis 1986 war Urner Redaktionsmitglied der Zeitschrift Die Zeichen der Zeit und ständiger Mitarbeiter der Evangelischen Verlagsanstalt. Besonderes Interesse zeigte er für die Neuere Deutsche Literatur, der er zahlreiche Aufsätze widmete und darin das Verhältnis von Religion und Literatur thematisierte. Auch der Geschichte des Pietismus galt sein Interesse, das sich in zahlreichen Publikationen äußerte.

## Schriften (Auswahl)
Als Autor
- Studien zur ausserbiblischen Lesung. O. O. [1947] (Dissertation, Universität Münster, 1947).
- Vom Sinn der sonntäglichen Liturgie. Evangelische Verlagsanstalt, Berlin 1950.
- Die außerbiblische Lesung im christlichen Gottesdienst. Ihre Vorgeschichte und Geschichte bis zur Zeit Augustins (= Veröffentlichungen der Evangelischen Gesellschaft für Liturgieforschung. Heft 6). Vandenhoeck & Ruprecht, Göttingen 1952.
- Der Pietismus. Heilmann, Gladbeck 1952.
- Gottes Wort und unsere Predigt. Vandenhoeck & Ruprecht, Göttingen 1961.
- Weg und Gemeinschaft. Aufsätze von und für Hans Urner. Evangelische Verlagsanstalt, Berlin 1976.

Als Herausgeber
- Reihe Theologische Arbeiten. Evangelische Verlagsanstalt, Berlin
- Friedrich Schleiermacher: Predigten. Ausgewählt von Hans Urner. Vandenhoeck & Ruprecht, Göttingen 1969.